# Ömyrsmyg
Ömyrsmyg (Myrmochanes hemileucus) är en fågel i familjen myrfåglar inom ordningen tättingar.

## Utseende och läte
Ömyrsmyg är en liten myrfågel med svart ovansidan och vit undersida. Honan har tydligt vit tygel. I utseendet påminner den om en miniatyrversion av större myrtörnskata, men med svart istället för rött öga. Sången består av en torr skallrande drill.

## Utbredning och systematik
Fågeln förekommer på öar i Amazonfloden (nordöstra Ecuador till norra Bolivia och västra Brasilien). Den  placeras som enda art i släktet Myrmochanes och behandlas som monotypisk, det vill säga att den inte delas in i några underarter.

## Status
Arten har ett stort utbredningsområde och beståndet anses vara stabilt. Internationella naturvårdsunionen IUCN listar den därför som livskraftig (LC).